# 庫羅皮伊夫卡
51°41′53″N 31°58′57″E / 51.69806°N 31.98250°E
庫羅皮伊夫卡（烏克蘭語：Куропіївка），是烏克蘭北部的村莊，隸屬切爾尼希夫州的科留基夫卡區。該村始建於1650年，面積0.19平方公里，海拔高度140米，2001年人口12，人口密度每平方公里62.8人。